# Wilknity
Wilknity (deutsch Wilknitt) ist ein Ort in der polnischen Woiwodschaft Ermland-Masuren innerhalb der Landgemeinde Lelkowo (Lichtenfeld) im Powiat Braniewski (Kreis Braunsberg). Bis 1945 gehörte er zum Kreis Heiligenbeil in Ostpreußen.

## Geographische Lage
Wilknity liegt am Ostufer der Warnau (polnisch Warna) im Nordwesten der Woiwodschaft Ermland-Masuren. Bis zur früheren und heute auf russischem Staatsgebiet gelegenen Kreisstadt Heiligenbeil (russisch Mamonowo) sind es 25 Kilometer in nordwestlicher Richtung, und die heutige Kreismetropole Braniewo (deutsch Braunsberg) liegt 26 Kilometer in westlicher Richtung entfernt.

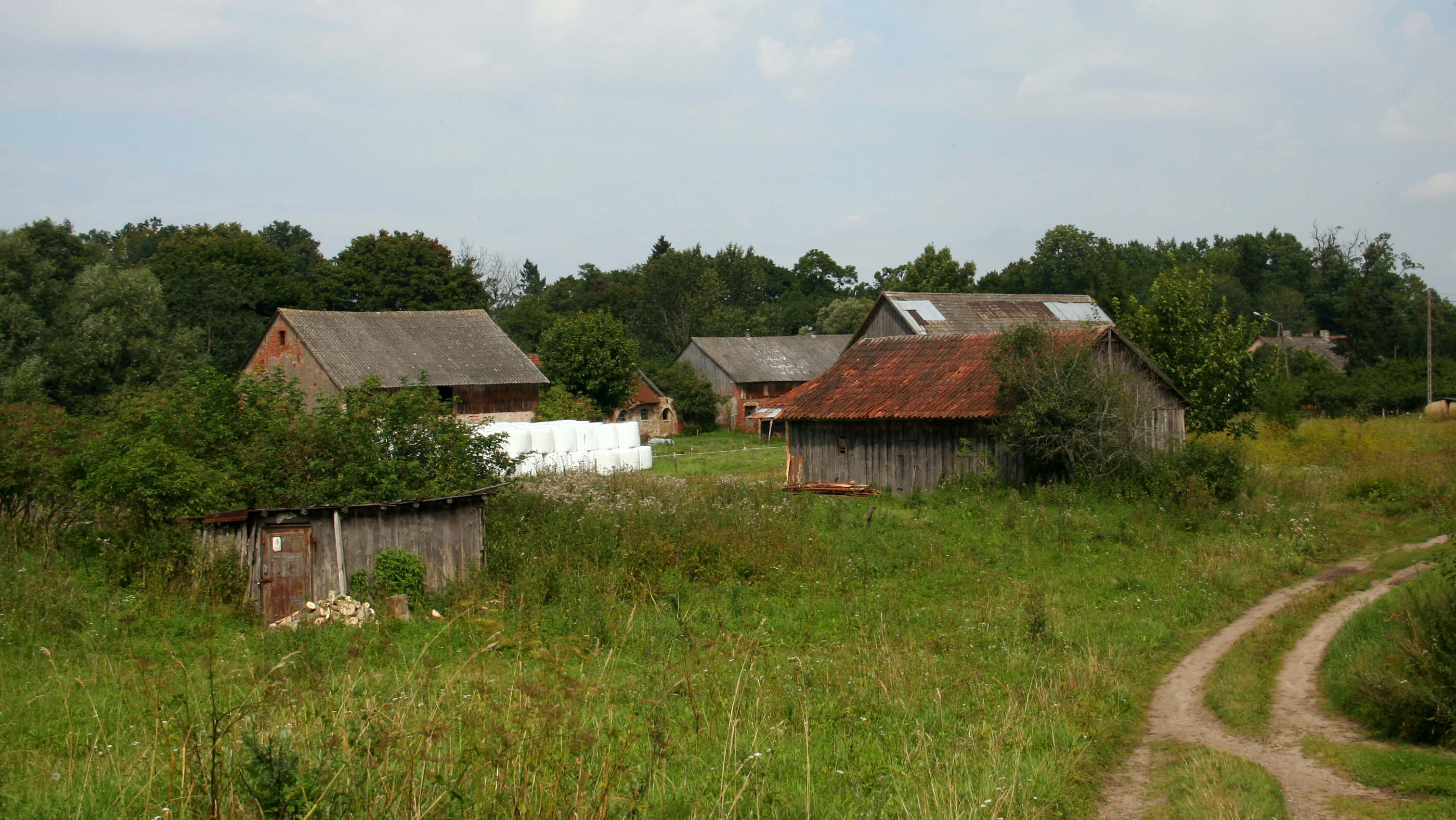
Anwesen in Wilknity

## Geschichte

### Ortsname
Der Name des Ortes Wilknity hat verschiedene Stadien der Schreibweise durchlaufen: 1336 Wylkeniten, nach 1336 Wilkeniten, nach 1346 Wilkonyte, vor 1600 Wilkenitten, nach 1610 Wilckenitten, nach 1620 Wilcknith, nach 1678 Wilkni, nach 1785 Wilkenitt und nach 1820 bis 1945 Wilknitt.

### Ortsgeschichte
Im Jahre 1336 wurde Wilknity erstmals erwähnt. Als Gutsbezirk kam das Dorf 1874 zum neuen Amtsbezirk Eichholz (polnisch Dębowiec) im ostpreußischen Kreis Heiligenbeil im Regierungsbezirk Königsberg.
Im Ort entwickelte sich ein Gut, welches im 19. Jahrhundert der Familie von Esebeck gehörte. Gutsherr war u. a. der Major Hermann von Esebeck (* 1816). Wenig später folgte die Familie von Bardeleben, vertreten durch Kurt von Bardeleben, verheiratet mit der Autorin Eveline von Auerswald, Bardeleben war zuletzt Landrat im Kreis Fischhausen. Auch die seine Tochter, Eveline von Bardeleben, war Schriftstellerin und wurde in Wilknitt geboren. Die Gutsherrschaft setzte mit Schafszucht auf einen neueren wirtschaftlichen Schwerpunkt.
Zu Wilknitt gehörte das Vorwerk Splentienen (polnisch Plecionka) mit zwei Einwohnern im Jahre 1905. Das Gutsdorf Wilknitt zählte 1910 insgesamt 137 Einwohner.
Am 30. September 1928 wurde der Nachbarort Bartken (polnisch Bartki) nach Wilknitt eingemeindet, wobei der Gutsbezirk Wilknitt in die Landgemeinde Wilknitt umgewandelt wurde. Die Einwohnerzahl des auf diese Weise veränderten Dorfes belief sich 1933 auf 198 und 1939 auf 177 Einwohner. An den privatrechtlichen Besitzungen änderte sich nichts, nur die Gutsbezirke waren juristisch keine eigenständige Orte mehr.
1932 gehörten 400 ha, davon 226 ha Ackerflächen, zum Gut der Familie von Steegen. Als Verwalter agierte Martin von Schäwen in der Funktion eines Administrators. Letzter Gutsbesitzer war Hubertus von Steegen (* 1907; † 1943), verheiratet mit Vera Marie Hedda Freiin von Stackelberg-Thomel, Schwester des Freiherrn Karl-Georg von Stackelberg. Vera und Hubertus von Steegen hatten vier Kinder, alle in Königsberg geboren, und waren Mitglied der Deutschen Adelsgenossenschaft.
Als 1945 in Kriegsfolge das gesamte südliche Ostpreußen an Polen abgetreten werden musste, erhielt Wilknitt die polnische Namensform „Wilknity“. Heute ist das Dorf eine Ortschaft der Gmina Lelkowo (Landgemeinde Lichtenfeld) im Powiat Braniewski (Kreis Braunsberg), von 1975 bis 1998 der Woiwodschaft Elbląg, seither der Woiwodschaft Ermland-Masuren zugeordnet.

## Religion
Wilknitt war bis 1945 mit seiner fast ausnahmslos evangelischen Bevölkerung in das Kirchspiel der Kirche Eichholz (polnisch Dębowiec) in der Kirchenprovinz Ostpreußen der Kirche der Altpreußischen Union eingepfarrt. Die heute überwiegend römisch-katholische Einwohnerschaft Wilknitys gehört zur Pfarrei Dębowiec im Dekanat Pieniężno (Mehlsack) im Erzbistum Ermland.

## Verkehr

### Straße
Wilknity liegt an der polnischen Woiwodschaftsstraße 510, die von Pieniężno (Mehlsack) bis nach Głębock (Tiefensee) an der polnisch-russischen Staatsgrenze (EU-Außengrenze) führt. Damit verläuft sie auf einem Abschnitt der deutschen  Reichsstraße 126, die von Alt Christburg (Polnisch Stary Dzierzgoń) bis in die heutige Oblast Kaliningrad nach Königsberg (Preußen) führte.

### Schiene
Bis 1945 war Wilknitt Bahnstation an der von Königsberg über Zinten herkommenden und über Mehlsack bis nach Göttkendorf (Allenstein) verlaufenden Bahnstrecke. Der Bahnhof befand sich mehrere hundert Meter östlich des Dorfs. Er ist jetzt geschlossen. Die Bahnstrecke wird heute ab Pieniężno auf der PKP-Bahnstrecke Braniewo–Olsztyn Gutkowo befahren.

## Persönlichkeit des Ortes
- Martin Krause (* 29. Juni 1851 in Wilknitt), deutscher Mathematiker († 1920)